# Boris Frlec
Boris Frlec, slovenski kemik in politik, * 10. februar 1936, Ljubljana.
Frlec je leta 1959 diplomiral na Fakulteti za rudarstvo, metalurgijo in kemijsko tehnologijo v Ljubljani. Podiplomski študij je opravil v ZDA in Združenem Kraljestvu. Leta 1959 se je zaposlil na Institutu "Jožef Stefan", leta 1976 postal direktor te ustanove, leta 1981 pa redni profesor anorganske kemije na Fakulteti za naravoslovje in tehnologijo v Ljubljani. 
Bil je tudi podpredsednik Izvršnega sveta Socialistične republike Slovenije (1984-1989), veleposlanik in minister za zunanje zadeve Republike Slovenije.
1. ↑  Munzinger Personen